# Martin Gilbert
Pour les articles homonymes, voir Martin Gilbert (homonymie) et Gilbert.
Martin John Gilbert est un historien anglais d'ascendance russe, né le 25 octobre 1936 à Londres où il est mort le 3 février 2015.
Il est l'auteur de plus de 90 ouvrages, principalement sur le judaïsme et l'histoire des Juifs. Il est aussi reconnu comme l'un des pionniers des atlas historiques. Il est principalement connu comme biographe officiel de Winston Churchill et pour ses livres sur le Premier ministre britannique, bien qu'il ne l'ait jamais rencontré.
Gilbert est aussi un sioniste convaincu et un Juif observant.
Il est fait chevalier (Sir) par la reine[Quand ?].

## Biographie

### Famille et éducation
Martin Gilbert est né à Londres le 25 octobre 1936,. Sa famille est entièrement d'origine juive russe. Ses grands-parents sont tous nés dans la Russie tsariste. Son père Peter est bijoutier, installé dans le quartier de Hatton Garden à Londres, et sa mère Miriam (ou Marian) est originaire de Lituanie.
Neuf mois après le début de la Seconde Guerre mondiale, il part avec ses parents vers le Canada dans le cadre du programme de protection des civils britanniques. La traversée en bateau de Liverpool à Québec éveille l'intérêt du garçon pour cette période de l'histoire. Ensuite, il se rend à Toronto avec sa tante. Le 22 mai 1944, Gilbert débarque à Liverpool pour rejoindre ses parents.
Aaron, le grand-père de Martin Gilbert, Aaron, avait seize frères et sœurs, dont, selon les estimations de Gilbert, environ un tiers resté en URSS et en Pologne a péri dans la Shoah. 
Après la guerre, il entre à la Highgate School, puis fait deux ans de service militaire. Plus tard, il entre au Magdalen College (Oxford) d'où il sort en 1960 avec un B.A. (Baccalauréat universitaire ès lettres, équivalent d'une licence) d'histoire moderne. Un de ses professeurs fut A. J. P. Taylor. Puis il poursuit ses études doctorales au St Antony's College (Oxford).

### Historien
Martin Gilbert dit que son maître en histoire était Alan Palmer, lui-même un auteur et historien. 
En 1959, il va avec un groupe d'amis visiter les camps d'extermination de Treblinka et Auschwitz-Birkenau. 
Il est chercheur à Oxford à partir de 1960 et publie son premier livre en 1963, The Appeasers, coécrit avec le marxiste britannique Richard Gott. À cette date, il avait déjà commencé à travailler à la biographie de Churchill avec le fils de ce dernier, Randolph.
En 1965, il publie un autre livre sur les appeasers, The Roots of Appeasement  ; il y critique particulièrement Baldwin, Chamberlain, Butler et surtout Horace Wilson. S'ensuit une œuvre foisonnante qui traite principalement des Juifs, de la Seconde Guerre mondiale et de Churchill.
Gilbert est l'auteur de plus de 90 livres d'histoire mais également d'une série de guides de poche avec des cartes gigognes permettant des promenades autour des ghettos comme celui de Vilnius ou de Venise, qu'il appelait « Guides des ghettos de Gilbert (GGG) ».
Il expliquait sa prodigieuse capacité de travail par une organisation toute simple : sur vingt-quatre heures, si l'on dort neuf heures, il reste alors quinze heures où il prenait cinq heures « de congé » pour faire ce qu'il voulait (boutique, télévision, cuisine) puis il travaillait pendant les dix heures restant libres.

### Consultant pour les documentaires télévisés
Il est consultant historien pour la réalisation des documentaires télévisés de la BBC sur l'Empire britannique en 1968. 
En 1982, il participe à l’écriture du documentaire australien oscarisé Genocide. Il a participé également aux documentaires suivants : Winston Churchill: the Wilderness Years (1980-1981, Southern Pictures), Auschwitz and the Allies (1981-1982, BBC) et Yalta 1945 (1982-1983, BBC). Il est aussi la plume et la voix du documentaire en quatre parties de la BBC sur Churchill (1989-1991).

### Carrière universitaire
Chercheur à Oxford (à St Antony puis Merton) de 1960 à 1994, il a donné des cours à l'université hébraïque de Jérusalem et à l'université de South Carolina.
Depuis 1978, il était membre du comité directeur de l'université de Jérusalem.
En trente années, de 1981 à 2011, il a été diplômé de différents doctorats auprès d'une douzaine d'universités britanniques, israéliennes, américaines, canadiennes.

### Biographe de Churchill
Après deux années à l'université, il commence à aider Randolph Churchill pour la biographie de son père. La même année, il ressort diplômé du Merton College (Oxford). Il consacre les années suivantes à concilier ses propres recherches avec celle de Randolph Churchill à Stour, dans le Suffolk, où Randolph a une grande propriété. Quand Randolph meurt en 1968, Gilbert est chargé d'achever l'ouvrage de ce dernier, soit six volumes. Il y consacre vingt ans. Chaque volume de la biographie de Churchill est accompagné de deux ou trois livres de documents complémentaires (voir détails ci-dessous, dans la section #Œuvres). Après la reprise de l'entreprise par Hillsdale College, on atteint en 2019 vingt-trois volumes de Churchill Documents (le nouveau nom donné à ces recueils, anciennement appelés Companions), ce qui achève la série.
Voir également la section Biographie de Randolph Churchill et Martin Gilbert dans l'article sur Winston Churchill. 

### Autres écrits
Dans les années 1960, Martin Gilbert participe à la rédaction des premiers atlas historiques. Ses principaux travaux portent sur la rédaction d'un ouvrage sur l'Holocauste et des volumes sur l'histoire de la Première et de la Seconde Guerre mondiale. Il écrit aussi trois livres intitulés : A History of the Twentieth century.
L'un des livres les plus populaires et accessibles est The Boys, publié en 1996, rassemblant les histoires personnelles de 732 survivants des camps de concentration, d'hommes et de femmes qui sont finalement arrivés en Grande-Bretagne.
Gilbert se décrit lui-même comme un « historien archiviste » qui fait principalement appel à des sources primaires dans son travail. Interviewé par la BBC sur ses travaux sur l'Holocauste, il répond que « seul le rassemblement inlassable des faits peut répondre aux négationnistes de l'histoire ».

### Engagement politique
Gilbert prend la défense des refuzniks contre l'URSS dans les années 1980.
Dans les années 1990, il est conseiller politique auprès du Premier Ministre John Major et l'accompagne dans sa visite en Israël, en Jordanie et aux États-Unis.
Dans les années 2000, il compare George W. Bush et Tony Blair à Roosevelt et Churchill. En 2009, il fait partie de la commission d'enquête britannique sur la guerre en Irak dirigée par John Chilcot. Sa nomination à cette enquête a été critiquée au Parlement par William Hague, en raison de la comparaison qui vient d'être citée à propos de Bush et Blair.
Juif observant, Gilbert est un sioniste convaincu,.

### Vie personnelle
Gilbert se marie une première fois en 1963 à Helen Robinson avec qui il a une fille.
Il se marie une deuxième fois en 1974 à Susan Sacher, arrière-petite-fille de Lord Marks, le créateur de Marks & Spencer. Ils ont deux fils ensemble.
Enfin, il se marie une dernière fois, en 2005, à Esther Poznansky, (ou Esther Goldberg), une historienne spécialiste de l'Holocauste,.
Il meurt le 3 février 2015 des suites d'un cancer. Gilbert avait demandé à être enterré en Israël.
Un hommage commémoratif en présence de Gordon Brown et Randolph Spencer-Churchill a été organisé le 24 novembre 2015 à la synagogue de Marble Arch Western à Londres.

## Distinctions
- Il est commandeur de l'ordre de l'Empire britannique (CBE) puis fait chevalier par Élisabeth II en 1995 et bénéficie donc depuis du titre de Sir[2] pour « services rendus à l'histoire britannique et aux relations internationales ».
- Il se retire du Merton College mais en reste membre honoraire.
- En 1999, il devient docteur de l'université d'Oxford « pour la totalité de ses travaux publiés ».

## Œuvres

### Biographie de Winston Churchill
(Les volumes un et deux ont été écrits par Randolph Churchill, qui a aussi édité deux livres complémentaires avec le volume un. Le premier travail de Gilbert a été de superviser la publication posthume des trois livres complémentaires du volume deux, publiés sous le nom de Randolph Churchill.) 
- Winston S Churchill: Volume trois: The Challenge of War: 1914-1916, (1971)
- Winston S Churchill: Volume quatre: The Stricken World 1917-1922, (1975)
- Winston S Churchill: Volume cinq: Prophet of Truth 1922-1939, (1979)
- Winston S Churchill: Volume six: Finest Hour 1939-1941, (1983)
- Winston S Churchill: Volume sept: Road to Victory 1941-1945, (1986)
- Winston S Churchill: Volume huit: Never Despair 1945-1965, (1988)

#### Volumes complémentaires de la biographie
- Winston S Churchill: Volume trois, Documents (en deux volumes), (1972)
- Winston S Churchill: Volume quatre, Documents (en trois volumes), (1977)
- Winston S Churchill, The Exchequer Years, 1922-1929, Documents, (1979)
- Winston S Churchill, The Wilderness Years, 1929-1935, Documents, (1981)
- Winston S Churchill, The Coming of War, 1936-1939, Documents, (1982)
- The Churchill War Papers, Volume un: Winston S Churchill, 'At The Admiralty': September 1939-May 1940, (1993)
- The Churchill War Papers, Volume deux: Winston S Churchill, 'Never Surrender': May-December 1940, (1995)
- The Churchill War Papers, Volume trois: Winston S Churchill, 'The Ever-Widening War': 1941, (2000)

(Les volumes complémentaires ou Companions des tomes VII (Road to Victory) et VIII (Never Despair), pour lesquels Martin Gilbert avait rassemblé la documentation sans trouver d'éditeur au XXe siècle, ont été publiés  sous le nouveau nom de The Churchill Documents de 2014 à 2019 par Hillsdale College Press  (qui a également réédité les anciens Companions épuisés en les numérotant de 1 à 16 dans sa collection rebaptisée The Churchill Documents), achevant la série sous la direction du Pr Larry Arnn après la mort de Martin Gilbert).
- Pour le Tome VII (cinq volumes de Churchill Documents) : 
  - The Churchill Documents, volume 17 : Testing Times, 1942, édition par Martin Gilbert. Avant-propos de Larry P. Arnn, Hillsdale (Michigan) : Hillsdale College Press, 2014  (ISBN 978-0916308469).
  - The Churchill Documents, volume 18 : One Continent Redeemed, January-August 1943, édition par Martin Gilbert. Préface de Larry P. Arnn, Hillsdale (Michigan) : Hillsdale College Press, 2015  (ISBN 978-1941946220).
  - The Churchill Documents, volume 19 : Fateful Questions, September 1943 to April 1944, édition par Martin Gilbert et Larry P. Arnn. Préface de Larry P. Arnn, Hillsdale (Michigan) : Hillsdale College Press, 2017  (ISBN 978-0916308377).
  - The Churchill Documents, volume 20 : Normandy and Beyond, May-December 1944, édition par Martin Gilbert et Larry P. Arnn. Préface de Larry P. Arnn, Hillsdale (Michigan) : Hillsdale College Press, 2018  (ISBN 978-1941946220).
  - The Churchill Documents, volume 21 : The Shadows of Victory, January-July 1945, édition par Martin Gilbert et Larry P. Arnn. Préface par Larry P. Arnn, Hillsdale (Michigan) : Hillsdale College Press, 2018  (ISBN 978-0916308391).

- Pour le Tome VIII (deux volumes de Churchill Documents) : 
  - The Churchill Documents, volume 22 : Leader of the Opposition, August 1945 to October 1951, édité par Martin Gilbert et Larry P. Arnn. Préface de Larry P. Arnn, Hillsdale (Michigan) : Hillsdale College Press, 2019  (ISBN 978-0916308407).
  - The Churchill Documents, volume 23 : Never Flinch, Never Weary, November 1951 to February 1965, édité par Martin Gilbert et Larry P. Arnn. Préface de Larry P. Arnn, Hillsdale (Michigan) : Hillsdale College Press, 2019  (ISBN 978-0916308483).

### Autres livres sur Winston Churchill
- Winston Churchill, (1966), une courte biographie à l'intention des écoles
- Churchill: Great Lives Observed, (1967)
- Churchill: A Photographic Portrait, (1974)
- Churchill: An Illustrated Biography, (1979)
- Churchill's Political Philosophy, (1981)
- Winston Churchill: The Wilderness Years, (1981)
- Churchill, A Life, (1991)
- In Search of Churchill, (1994)
- Winston Churchill and Emery Reves, Correspondence 1937-1964 (éditeur), (1997)
- Churchill at War: His 'Finest Hour' in Photographs, 1940-1945, (2003)
- Continue to Pester, Nag and Bite (2004) plus tard, Winston Churchill's War Leadership
- Churchill and America (2005)
- Will of the People (2006)
- Churchill and the Jews (2007)

### Autres ouvrages
- Britain and Germany Between the Wars (éditeur), (1964)
- The Appeasers (avec Richard Gott), (1965)
- The European Powers 1900-1945, (1965)
- Plough My Own Furrow: The Life of Lord Allen of Hurtwood (éditeur), (1965)
- Recent History Atlas, 1860-1960, (1965)
- The Roots of Appeasement, (1966)
- Servant of India (editor), (1966), Une étude de l'impérialisme en Inde de 1905-1910, racontée par le biais de la correspondance et des journaux intimes de Sir James Dunlop-Smith, secrétaire du vice-roi des Indes.
- Lloyd George: Great Lives Observed (éditeur), (1968)
- British History Atlas, (1968)
- American History Atlas, (1968)
- Jewish History Atlas, (1969)
- The Second World War, (1970), à l'intention des écoles
- First World War Atlas, (1971)
- Russian History Atlas, (1972)
- Sir Horace Rumbold: Portrait of a Diplomat, 1869-1941, (1973)
- The Arab-Israeli Conflict: Its History in Maps, (1974)
- The Jews of Arab Lands: Their History in Maps, (1976)
- The Jews of Russia: Their History in Maps and Photographs, (1976)
- Jerusalem Illustrated History Atlas, (1977)
- Exile and Return: The Emergence of Jewish Statehood, (1978)
- The Holocaust, Maps and Photographs, (1978), à l'intention des écoles
- Final Journey: The Fate of the Jews of Nazi Europe, (1979)
- Children's Illustrated Bible Atlas, (1979)
- Auschwitz and the Allies, (1981)
- Atlas of the Holocaust, (1982)
- Jews of Hope, The Plight of Soviet Jewry Today, (1984)
- Jerusalem: Rebirth of a City, (1985)
- The Holocaust: The Jewish Tragedy, (1986)
- Shcharansky: Hero of Our Time, (1986)
- The Second World War, (1989)
- Atlas Of British Charities, (1993)
- The Day the War Ended: May 8 1945, (1995)
- Jerusalem in the Twentieth Century, (1996)
- The Boys, Triumph Over Adversity, (1996)
- A History of the Twentieth Century, Volume One: 1900-1933, (1997)
- Holocaust Journey: Travelling in Search of the Past, (1997)
- A History of the Twentieth Century, Volume Two, 1933-1951, (1999)
- A History of the Twentieth Century, Volume Three, 1952-1999 (1999)
- Never Again: A History of the Holocaust, (2000)
- From The Ends of the Earth: The Jews in the Twentieth Century, (2001)
- History of the Twentieth Century, (2001), version condensée de A History of the Twentieth Century
- Letters to Auntie Fori: The 5,000-Year History of the Jewish People and their Faith, (2002)
- The Righteous: The Unsung Heroes of the Holocaust, (2002)
- First World War, (2002)
- D-Day, (2004)
- Kristallnacht: Prelude to Destruction, (2006)
- The Somme: Heroism and Horror in the First World War, (2006)
- The Story of Israel, (2008)